# Вікторія Абріль
Вікторія Абріль (ісп. Victoria Mérida Rojas; 4 липня 1959, Мадрид, Іспанія), при народженні Вікторія Меріда Рохас (ісп. Victoria Mérida Rojas) — іспанська акторка, співачка (джазвумен) та ведуча.

## Вибіркова фільмографія
- 1976 : Робін і Меріен
- 1983 : Місяць у стічній канаві / La Lune dans le caniveau — Белла
- 1987 : Закон бажання
- 1993 : Кіка
- 1995 : Ніхто не згадає про нас після смерті / Nadie hablará de nosotras cuando hayamos muerto
- 2000 : 101 Рейк'явік
- 2006 : Літній дощ

## Нагороди
- Премія «Гойя» (1995)
- Срібний ведмідь за найкращу жіночу роль (1991)